# Tomasz Wola
Tomasz Wola (ur. 20 lipca 1975 w Sosnowcu) – polski duchowny luterański, cz.p.o. (czasowo pełniący obowiązki) Naczelnego Kapelana - Ewangelickiego Biskupa Wojskowego w Ewangelickim Duszpasterstwie Wojskowym.

## Życiorys
Ukończył studia magisterskie w Chrześcijańskiej Akademii Teologicznej w Warszawie. W dniu 10 lutego 2000 został ordynowany na duchownego Kościoła Ewangelicko-Augsburskiego w RP i skierowany na wikariat do Poznania. Od 2002 roku Diecezjalny Duszpasterz Młodzieży Diecezji Pomorsko-Wielkopolskiej. W 2004 został proboszczem - administratorem parafii ewangelicko-augsburskiej w Pile, a w 2006 został jej proboszczem.
W latach 2012–2016 był członkiem Synodu Kościoła Ewangelicko-Augsburskiego w RP.

### Służba w Ewangelickim Duszpasterstwie Wojskowym
W Ewangelickim Duszpasterstwie Wojskowym od 2007 pełni funkcję cywilnego kapelana, a od 2011 w służbie zawodowej. Od 31 stycznia 2007 pełni funkcję kapelana na terenie 12 Szczecińskiej DZ. 28 października 2008 uzyskał awans na podporucznika rezerwy, zaś 22 listopada 2010 został mianowany na porucznika rezerwy. W 2011 ukończył kurs szkolenia kadr rezerwy duszpasterstwa. 13 stycznia 2014 został mianowany kapitanem rezerwy, 1 marca 2019 na majora, a 18 lipca 2022 na podpułkownika.
Po odwołaniu przez Synod Kościoła Ewangelicko-Augsburskiego w RP w kwietniu 2024 roku, Naczelnego Kapelana Wojskowego bp Marcina Makuli i jego zastępcy w związku z dotyczącym ich postępowaniem dyscyplinarnym, ks. ppłk Tomasz Wola został wyznaczony na czł.p.o. Naczelnego Kapelana Ewangelickiego.

## Wybrane odznaczenia
- Srebrny Medal „Za zasługi dla obronności kraju” (2018)[1]
- Brązowy Medal „Za zasługi dla obronności kraju” (2015)[1]
- Złoty Krzyż Biskupa Polowego Deo et Patriae (2025)[5]
- Odznaka pamiątkowa EDW